# Nováček Bubáček píše deník
Nováček Bubáček píše deník je literární dílo pro mládež českého spisovatele Jaroslava Foglara z roku 1990. Humoristické dílo je tvořeno zápisky z fiktivního deníku Vodomila Bubáčka, veselého a nešikovného skautského nováčka s potrhlými nápady.

## Příběh
Malý Vodomil Bubáček je nováčkem ve skautském oddílu, který vede Jestřáb. Je to veselý tlouštík, který je však nešikovný a má zvláštní nápady, které příliš nekorespondují s běžnou skautskou činností, takže ostatní chlapci v oddíle z něj mají legraci, zatímco Jestřáb má kvůli němu nervy na pokraji zhroucení. Vodomil si na jeho radu píše, stejně jako další hoši, deník, v němž líčí, jak jej, podle jeho slov, provází smůla jak v životě, tak i v oddílové činnosti. Humorné příhody vyprávějí o Bubáčkově rodině, jeho babičce, tatínkovi a strýci Kleofášovi, o Bubáčkově příhodách na letním skautském táboře či o jeho postrachu z oddílu, chlapci zvaném Lemoun.

## Vznik a vydávání
Jaroslav Foglar uvedl, že námět pro Nováčka Bubáčka čerpal z humorných příhod druhého pražského skautského oddílu, který dlouhodobě vedl. Literárně je upravil, rozvedl a další historky sám vytvořil a připsal Vodomilu Bubáčkovi. Vytvořil tak literární dílo, které je svým charakterem podobné jeho dřívější sbírce povídek Tábor smůly. Postava Nováčka Bubáčka má původ ve veselém chlapci podobného charakteru, který se skutečně jednou stal členem Foglarova oddílu. Jmenoval se Horáček a vzhledem k jeho nešikovnosti a „takytábornictví“  jej ostatní hoši označovali za „Věčného nováčka“ nebo „Nováčka Horáčka“. Obdobná postava takytáborníka nováčka Hubáčka je zmíněna již ve Foglarově románu Poklad Černého delfína (1966). Chlapci z turistického oddílu, který je středobodem příběhu, si tohoto nešiku a popletu vymysleli pro oddílový časopis, ve kterém o něm píšou humorné příběhy.
Úvodní kapitola Bubáčkova deníku byla otištěna v červnu 1968 v nultém čísle 31. ročníku časopisu Skaut-Junák a ač bylo avizováno pokračování, na stránkách tohoto magazínu se již neobjevilo. K vydání druhé kapitoly došlo v prosinci 1969 ve 37. čísle prvního ročníku časopisu Ježek: Veselý týdeník mladých, ani zde však další díly publikovány nebyly. Celé dílo Nováček Bubáček píše deník se prvního vydání dočkalo v létě 1990 v nakladatelství Šebek & Pospíšil. V rámci edice Sebraných spisů nakladatelství Olympia byl v 90. letech 20. století Nováček Bubáček kvůli jeho malému rozsahu spojen s Foglarovým souhlasem do jednoho svazku s Historií Svorné sedmy.

### Knižní česká vydání
Přehled knižních vydání v češtině:
- 1990 – 1. vydání, nakladatelství Šebek & Pospíšil, ilustrace Přemysl Kubela, ISBN 80-85210-00-2
- 1997 – 2. vydání, nakladatelství Olympia, ilustrace Marko Čermák, ISBN 80-7033-462-2 (edice Sebrané spisy, sv. 14, společně s novelou Historie Svorné sedmy)
- 2000 – dotisk 2. vydání, nakladatelství Olympia, ilustrace Marko Čermák, ISBN 80-7033-462-2 (edice Sebrané spisy, sv. 14, společně s novelou Historie Svorné sedmy)
- 2007 – 3. vydání, nakladatelství Olympia, ilustrace Marko Čermák, ISBN 978-80-7376-023-6 (edice Sebrané spisy, sv. 14, společně s novelou Historie Svorné sedmy)

### Další vydání
Další česká vydání:
- 1997 – vydání v Braillově písmu, Slepecké muzeum v Brně ve spolupráci se Sdružením přátel Jaroslava Foglara